# Гуарда-Венета
Гуарда-Венета, Ґуарда-Венета (італ. Guarda Veneta, вен. Guarda Vèneta) — муніципалітет в Італії, у регіоні Венето, провінція Ровіго.
Гуарда-Венета розташована на відстані близько 350 км на північ від Рима, 70 км на південний захід від Венеції, 10 км на південь від Ровіго.
Населення — 1182 особи (2014).

## Демографія
Населення за роками:

Станом на 1 січня 2023 року в муніципалітеті офіційно проживали 123 іноземці з 23 країн, серед них 26 громадян країн Євросоюзу та 4 громадяни України.

## Сусідні муніципалітети
- Бозаро
- Креспіно
- Полезелла
- Понтеккьо-Полезіне
- Ро